# Polistes aurifer

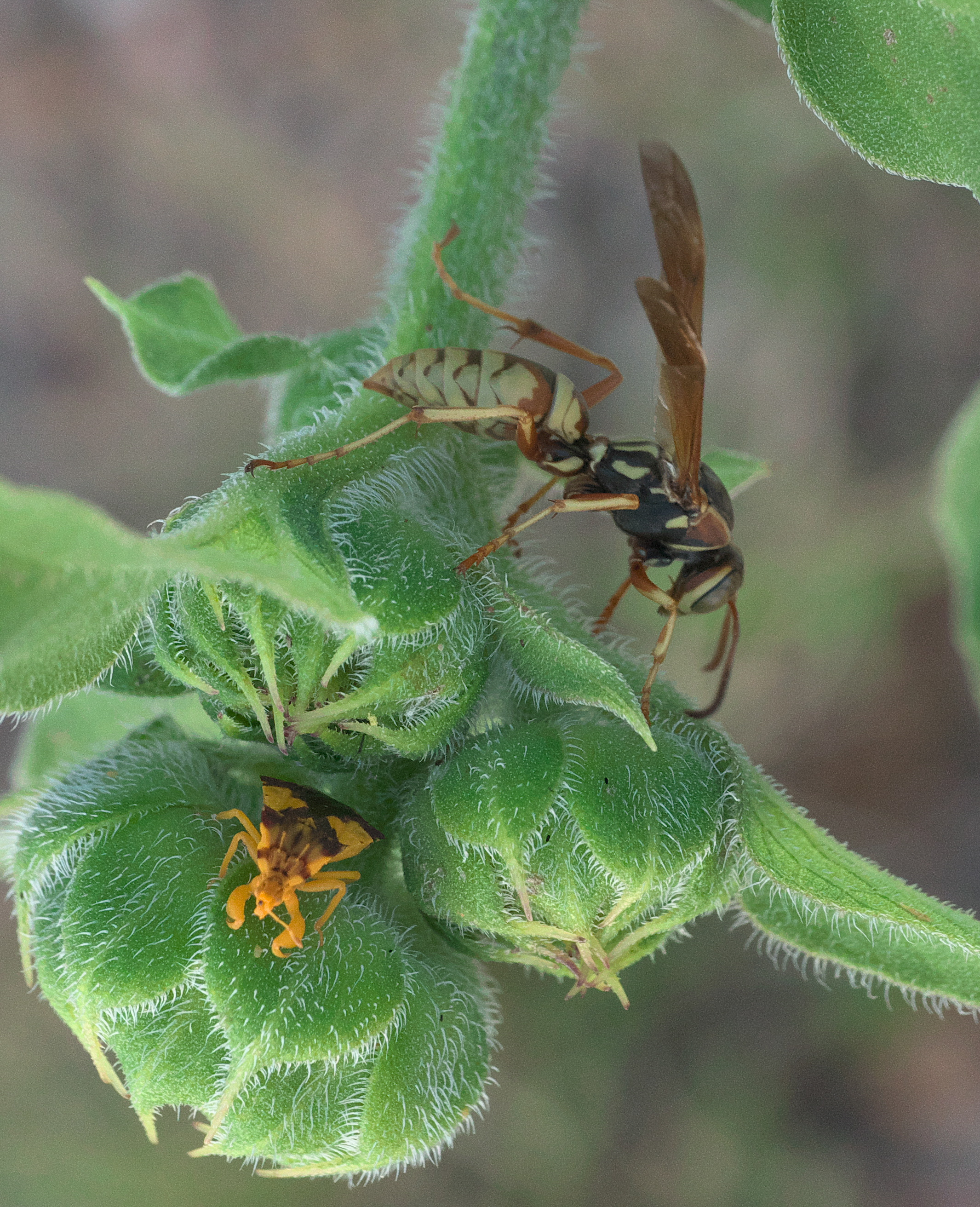
Polistes aurifer

Polistes aurifer (лат.) — вид общественных бумажных ос рода Polistes семейства Vespidae. Широко распространён на западе Северной Америки, от Канады до Мексики.

## Таксономия и этимология
Впервые он был описан как новый вид Анри Луи Фредериком де Соссюром в 1853 году. Рой Снеллинг синонимизировал ряд таксонов с этим видом в 1954 году. Оуэн Ричардс рассматривал этот таксон как подвид P. fuscatus в своей работе 1978 года, чему последовали и последующие исследователи.
Этимология видового эпитета aurifex восходит к латинскому языку, где он означает «ювелир» или «тот, кто работает с золотом». Это слово образовано от латинского слова aurum, означающего «золото», в сочетании с суффиксом -fer, происходящим от слова facio и означающим «несущий», вместе давая «золотоносец».

## Описание
Оса среднего размера. Морфология мужских гениталий самцов даёт лучшую диагностику для вида. Вид имеет различные цветовые вариации окраски в зависимости от географии. Северные особи часто в основном чёрные, с обильными жёлтыми отметинами, но с очень ограниченной железистой (ржаво-красной) окраской. В популяциях с юго-запада США чаще встречаются формы с почти полностью жёлтым брюшком. В некоторых южных популяциях США и северо-западных мексиканских популяциях преобладает железистый цвет, а чёрный цвет сильно ограничен.

### Сходные виды
Polistes aurifer можно спутать с жёлтыми экземплярами P. apachus, а также с P. fuscatus. Взрослых особей обоих полов можно отличить от этого вида по характерному признаку — железистой дорсальной поверхности первого флагелломера, а иногда и последующих члеников жгутика усика. У P. fuscatus эта поверхность тёмноокрашенная. У P. aurifer крылья имеют более желтоватый цвет. Кроме того, у P. aurifer есть пара крупных жёлтых пятен на втором терите; эти пятна обычно дисковидные, иногда скрыты и сливаются с соседними жёлтыми у особенно жёлтых особей.

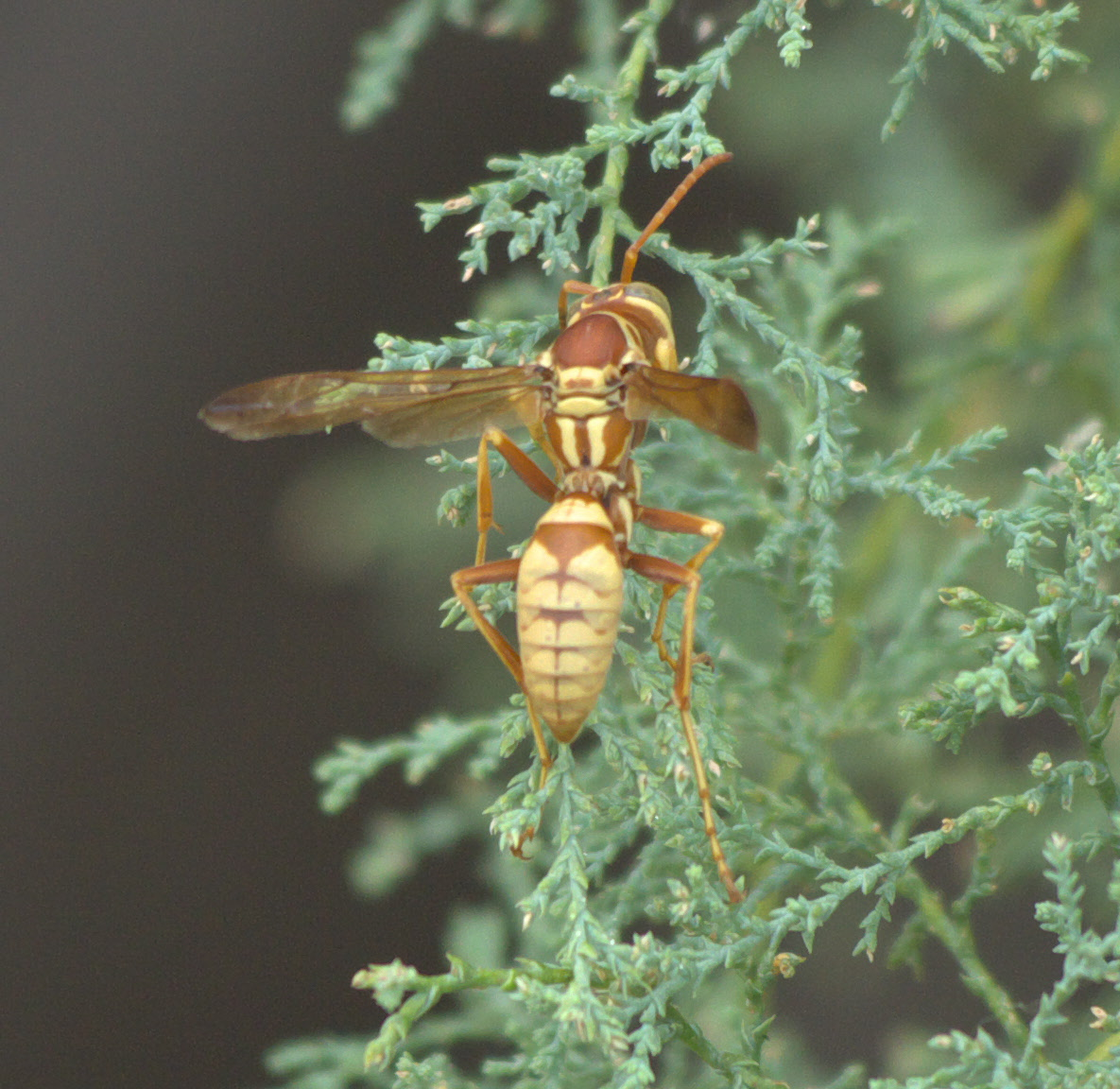
Жёлтая форма Polistes aurifer

## Распространение
В Канаде отмечен в самых южных районах провинций Британская Колумбия (включая юг острова Ванкувер), Альберта и Саскачеван.
В США отмечен в Аризоне, Калифорнии, Колорадо, на крайнем западе Северной Дакоты, на западе Южной Дакоты, в Айдахо, на западе Канзаса, в Монтане, на западе Небраски, в Неваде, Нью-Мексико, Орегоне, на крайнем западе Техаса, в Юте, Вашингтоне и Вайоминге (одна запись на крайнем северо-западе).
В Мексике его видели в штатах Баха Калифорния, Баха Калифорния Сур, Чиуауа, Коауила, Нуэво Леон и на севере Соноры.
Адвентивные популяции также были зарегистрированы на Гавайях, на атолле Джонстон, Ниихау и островах Общества. Один экземпляр был пойман на острове Принца Эдуарда в 1973 году.

## Экология
P. aurifer это эусоциальная оса, которая гнездится в защищённых местах. Взрослых особей наблюдают с января по ноябрь в более южных районах, таких как Калифорния или Аризона, с апреля по октябрь в Британской Колумбии на севере ареала, с апреля по ноябрь в более высоких и континентальных районах, таких как Колорадо, или в ещё более ограниченный сезон в северных континентальных районах, таких как Альберта или Саскачеван. На осах P. aurifer паразитируют эндопаразитоид Xenos peckii из веерокрылых насекомых и неизвестный вид Gordius, разновидность червей-волосатиков.